# 則幸のノリ出せワイド
『則幸のノリ出せワイド』（のりゆきのノリだせワイド）は、1989年10月から1992年7月31日まで北海道放送（HBCラジオ）で毎週月曜 - 金曜 9:00 - 12:00に放送されていたワイド番組。

## 概要
1989年9月までの平日は午前9時台、10時台と2枠のワイド番組があったが、この2枠を統一する形でスタート。中でも1990年9月に番組で紹介した「脱パンツ健康法」は全国区で話題となり、キャンペーンソングである「パンツを脱いで寝よう」（歌・えんどうまゆみ）は全道のCDショップで発売され、TBS系列局で放送される『日本有線大賞』でも紹介された。2017年現在、「パンツを脱いで寝よう」は、当番組と同じ時間帯にCBCラジオで放送されている『つボイノリオの聞けば聞くほど』の「10時のつボ!」コーナーで、下着にまつわる投稿を紹介する日（通称「パンツのコーナー」）にBGMとして流れている。 
1992年8月にHBCラジオ札幌放送局がAMステレオ放送開始に伴う大改編を実施するのに伴い、番組は終了。後番組の『スーパーToday』で佐藤則幸は初期1992年8月〜1993年3月の午前枠（月曜〜水曜）を担当していた。

## パーソナリティ
- 佐藤則幸（当時北海道放送アナウンサー）
- 村上亜希子

## タイムテーブル
- 9:00 - 日替わりコーナー枠（パートⅠ）
  - 月曜：ノリ出せ困ったさん
  - 火曜：ノリ出せヤッターマン
  - 水曜：ノリ出せ達人
  - 木曜：ノリ出せオンリーユー
  - 金曜：ノリ出せ遊び人
- 9:12 - 北の歳時記
- 9:20
  - 浜美枝のいい人みつけた （1990年4月からは10:45枠へ）
  - 則幸のノリ出せトーク （1990年4月〜）
- 9:30 - 今日の天気
- 9:32 - パナソニックブレンビーウイークエンドインフォメーション （金曜、1990年10月〜）
- 9:35 - ニチイ（→サティ）データライフ
- 9:41 - ラジオショッピング
- 9:45 - 道新ニュース
- 9:50 - マイタウンサッポロ 〜トピッカーレポート〜
- 9:55 - まるい手帖
- 10:00 - 日替わりコーナー枠（パートⅡ）
  - 月曜：ノリ出せ困ったさん
  - 火曜：ノリ出せヤッターマン
  - 水曜：ノリ出せ達人
  - 木曜：ノリ出せオンリーユー
  - 金曜：ノリ出せ遊び人
- 10:20 - サンヨーインフォメーション
- 10:22
  - 水晶玉占い （古林聖華、月曜・金曜のみ 1990年9月まで）
  - お花の話あれこれ （1990年10月〜）
- 10:28 - ラジオショッピング
- 10:35 - 愛をこめて （1990年3月まで）
- 花王ファミリーひろば （1990年3月まで10:45枠→1990年4月から10:35枠）
- 10:45 - 浜美枝のいい人みつけた （1990年4月より、9:20枠から移動）
- 10:55 - 道新ニュース

（）